# Vivien Leigh
Vivien Leigh (født 5. november 1913 i Darjeeling i Indien, død 8. juli 1967) var en engelsk teater- og filmskuespiller.
Selv om hun havde få filmroller, vandt hun Oscar for to roller som sydstatsskønheder; først for rollen som Scarlett O'Hara i Borte med blæsten (Gone With the Wind, 1939) og senere for rollen som Blanche DuBois i Omstigning til Paradis (A Streetcar Named Desire, 1951), en rolle hun også spillede på teatret i Londons West End.
I sit første ægteskab med sagføreren Leigh Holman var Vivien kun 18 år, da hun fik sit eneste barn, Suzanne (1933-2015). Opslugt af drømmen om et liv ved scenen valgte Vivien Leigh at forlade sit hjem til fordel for Laurence Olivier, da Suzanne var to år. Efter at skilsmissen fra Holmen gik igennem i 1940, giftede Leigh sig med Olivier. 
Vivien Leigh var en produktiv teaterskuespiller, ofte med sin anden mand, Laurence Olivier, som instruktør. I løbet af 30 år på scenen spillede hun roller, der spændte fra heltinderne i Noël Cowards og George Bernard Shaws komedier til Shakespeares Ofelia, Kleopatra, Julie og Lady Macbeth.
Vivien Leigh blev lovprist for sin skønhed, men følte til tider, at den forhindrede hende i at blive taget seriøst som skuespiller. Hendes helbred viste sig dog at være hendes største hindring. I midten af 1940'erne blev hun diagnosticeret med tuberkulose, som hun døde af kun 53 år gammel.
Hendes Oscar for rollen som Scarlett skabte splid i forholdet til Olivier, der indrømmede, at han havde lyst til at slå sin kone i hovedet med statuen, fordi han ikke selv vandt nogen for sin rolle som Heathcliff i Wuthering Heights samme år. Leigh selv gled gradvis ind i en manisk depression. Hendes stedsøn Tarquin, som var meget glad for hende, mener det "begyndte i 1945, da hun havde en abort" - og efterhånden som hun blev dårligere, ødelagde sygdommen både hendes ægteskab og hendes karriere. Leigh fortalte selv, at rollen som Blanche DuBois "vippede mig over i galskaben". Stedsønnen Tarquin mindes arrene, elektrochokbehandlingen efterlod i hendes pande - den eneste hjælp, lægerne den gang kunne tilbyde. Leighs skræmmende humørforandringer og depression førte til skilsmisse fra Olivier i 1960. Olivier giftede sig senere med Joan Plowright, mens den sønderknuste Leigh dannede par med skuespilleren Jack Merivale. 